# Summer World University Games 2025/Teilnehmer (Ukraine)
| Gelbes Symbol für Goldmedaillen mit stilisierten Olympischen Ringen | Graues Symbol für Silbermedaillen mit stilisierten Olympischen Ringen | Braundes Symbol für Bronzemedaillen mit stilisierten Olympischen Ringen |
| ------------------------------------------------------------------- | --------------------------------------------------------------------- | ----------------------------------------------------------------------- |
| 4                                                                   | 3                                                                     | 5                                                                       |

Die Ukraine nahm an den Summer World University Games 2025 vom 16. bis zum 27. Juli mit 113 Athleten (58 Männer und 55 Frauen) teil.

## Medaillen

### Medaillenspiegel
| Rang   | Sportart                   | Gold | Silber | Bronze | Gesamt |
| ------ | -------------------------- | ---- | ------ | ------ | ------ |
| 1      | Taekwondo                  | 2    | –      | 2      | 4      |
| 2      | Rhythmische Sportgymnastik | 1    | 2      | –      | 3      |
| 3      | Leichtathletik             | 1    | –      | 2      | 3      |
| 4      | Fechten                    | –    | 1      | 1      | 2      |
| Gesamt | Gesamt                     | 4    | 3      | 5      | 12     |

### Medaillengewinner
| Name/n | Sportart                   | Wettkampf                 |
| --- | -------------------------- | ------------------------- |
| Gold |                            |                           |
| Artem Harbar                                                                                               | Taekwondo                  | Kyorugi -87 kg            |
| Maksym Manenkow                                                                                            | Taekwondo                  | Kyorugi -58 kg            |
| Walerija Pantscheko Kateryna Hratschowa Emilija Lawrynez Danijela Tschebatarowa Marta Borys Bohdana Melnyk | Rhythmische Sportgymnastik | Gruppe 3 Bälle & 2 Reifen |
| Mychajlo Kochan                                                                                            | Leichtathletik             | Hammerwurf                |
| Silber |                            |                           |
| Walerija Pantscheko Kateryna Hratschowa Emilija Lawrynez Danijela Tschebatarowa Marta Borys Bohdana Melnyk | Rhythmische Sportgymnastik | Gruppe Mehrkampf          |
| Walerija Pantscheko Kateryna Hratschowa Emilija Lawrynez Danijela Tschebatarowa Marta Borys Bohdana Melnyk | Rhythmische Sportgymnastik | Gruppe 5 Bänder           |
| Anna Maksymenko                                                                                            | Fechten                    | Degen Einzel              |
| Bronze |                            |                           |
| Andrij Harbar                                                                                              | Taekwondo                  | Kyorugi +87 kg            |
| Kyrylo Hurnow                                                                                              | Taekwondo                  | Kyorugi -80 kg            |
| Emili Conrad                                                                                               | Fechten                    | Degen Einzel              |
| Mychajlo Brudin                                                                                            | Leichtathletik             | Diskuswurf                |
| Mykola Ruschtschak                                                                                         | Leichtathletik             | 20 km Gehen               |

## Teilnehmer nach Sportarten

### Badminton
| Männer - Witalij Rewa - Dmytro Schtscherbatjuk | Frauen - Sofija Lawrowa - Anastassija Alymowa |

### Bogenschießen
| Männer - Bohdan Iljin - Artem Batratschenko - Witalij Wdowenko - Daniil Nedelko - Swjatoslaw Karpenko | Frauen - Dswenyslawa Tschernyk - Iryna Jarmak - Iryna Tretjakowa - Wiktorija Kardasch - Olha Chomutowska - Jelisaweta Suschko |

### Fechten
| Männer - Pawlo Trofymenko - Maksym Perschuk - Andrij Opanasenko - Mychajlo Krasnjuk - Jewhen Lasarenko - Andrij Tscherkaschyn - Iwan Iljaschew - Jaroslaw Muruhin | Frauen - Emili Conrad - Polina Kuleschowa - Anna Maksymenko - Sofija Sidenko - Wiktorija Horpenschenko |

### Judo
| Männer - Oleksij Jerschow - Serhij Kim - Wladyslaw Kolobow - Marat Krychanskij - Jewhen Baljewskij | Frauen - Anastassija Sykisch - Marharyta Miroschnitschenko - Inna Schynkarenko - Sofija Bordinskych - Olha Zimko - Anna Kassakowa |

### Leichtathletik
| Männer - Andrij Atamanjuk - Mykola Ruschtschak - Mychajlo Brudin - Mychajlo Kochan - Roman Petruk - Danylo Dubyna - Nikita Masljuk - Ilija Bobrownyk - Wladyslaw Schepeljew | Frauen - Diana Hontscharenko - Alina Kyschkina - Marjana Schostak - Alina Korsunska - Switlana Schulschyk - Olena Tschamaza - Diana Myroschnitschenko - Olha Belschenko - Sofija Romasjuk - Wiktorija Baraniwska - Alona Tschass - Walerija Scholomitzka |

### Rudern
| Männer - Jan Kamanow (Einer) - Juchym Pataljenko (Doppelzweier) - Jewhen Kuleba (Doppelzweier) - Danil Binder (Zweier ohne Steuermann) - Oleksandr Schtschepochkin (Zweier ohne Steuermann) - Bohdan Melnyk (Mixed-Doppelvierer) - Oleksandr Kulykow (Mixed-Doppelvierer) | Frauen - Wiktorija Sawenkowa (Doppelzweier) - Anastassija Kosyr (Doppelzweier) - Walerija Kultenko (Mixed-Doppelvierer) - Karyna Karpenko (Mixed-Doppelvierer) |

### Schwimmen
| Männer - Ilija Linnyk - Ihor Trjanowskij - Wadym Naumenko - Heorhij Lukaschew | Frauen - Nika Scharafutdinowa |

### Taekwondo
| Männer - Maksym Manenkow - Iwan Krasnoholowez - Wolodymyr Bystrow - Oleh Mamatow - Kyrylo Hurnow - Artem Harbar - Andrij Harbar | Frauen - Erika Bryhida - Sofija Chobtar - Darija Kostenewych - Anna Anastasowa - Diana Krusch - Renata Podoljan - Marija Kuz |

### Turnen

#### Gerätturnen
| Männer - Nasar Tschepurnji - Jehor Perepolkin - Dmytro Prudko - Jehor Perepolkin - Bohdan Suprun - Ihor Dyschuk | Frauen - Wiktorija Iwanenko - Anastassija Sadworna |

#### Rhythmische Sportgymnastik
Frauen
Einzel:
- Chrystyna Pochranychna
- Polina Horodnycha

Mannschaft:
- Walerija Pantscheko
- Kateryna Hratschowa
- Emilija Lawrynez
- Danijela Tschebatarowa
- Marta Borys
- Bohdana Melnyk

### Wasserspringen
Männer
- Danylo Awanesow
- Marko Barsukow
- Jewhen Naumenko
- Maksym Mirza
- Kyrylo Assarow